# Josephine Afua Addae-Mensah
Josephine Addae-Mensah Afua (nascida em 1947) é uma política ganense e ex-membro do primeiro Parlamento da Quarta República, representando o eleitorado do Bosomtwe na região de Ashanti. Ela representa o partido político Cada Ganês a Viver em Qualquer Lugar.

## Infância
Afua Mensah nasceu em 1947 em Apinkra, na região Ashanti do Gana.

## Política
Afua Mensah foi eleita para o Parlamento pela primeira vez pela lista do Partido Político Cada Ganês a Viver em Qualquer Lugar durante as eleições parlamentares de 1992 para o Grupo Constituinte do Bosomtwe. Ela serviu por um mandato como parlamentar pelo eleitorado do Bosomtwe. Ela foi sucedida por Adu Gyamfi Poku, do Novo Partido Patriótico, durante as eleições gerais de 1996 no Gana.

## Carreira
Afua Mensah é professora de profissão e ex-membro do parlamento do Grupo Constituinte Bosomtwe na região de Ashanti, em Gana.

## Vida pessoal
Afua Mensah é cristã.